# Wang Jie (beach-volley)
Pour les articles homonymes, voir Wang Jie.
Dans ce nom chinois, le nom de famille, Wang, précède le nom personnel.
Wang Jie (chinois : 王洁) , née le 4 décembre 1983 à Altay, est une joueuse de beach-volley chinoise.

## Palmarès
- Jeux olympiques
  -  Médaille d'argent en 2008 à Pékin avec Tian Jia

- Championnats du monde de beach-volley
  -  Médaille d'argent en 2007 à Gstaad avec Tian Jia

- Jeux asiatiques
  -  Médaille de bronze en 2006 à Doha avec Tian Jia